# Enzima ramificadora del glucógeno
La enzima ramificadora del glucógeno (GBE1) (EC 2.4.1.18) cataliza la reacción de adición de una rama de glucosas al polímero glucógeno en formación mediante un enlace α-1,6-glucosídico.

## Función
El glucógeno es un polímero ramificado formado por un alto número de glucosas. La estructura está basada en cadenas de glucosa unidas entre ellas mediante enlaces entre los carbonos 1 y 4 (enlaces α-1,4-glucosídicos). La formación de estos enlaces es catalizada por la enzima glucógeno sintasa. Entre cada 10 a 14 enlaces se forma una rama de glucosas. La rama se une al átomo de carbono número 6 de una glucosa de la cadena principal. A este enlace se le llama α-1,6-glucosídico. Para formar esta conexión se usa la enzima ramificadora del glucógeno que une una cadena de 7 unidades de glucosa a la cadena principal, generalmente en una localización interior de la molécula de glucógeno.

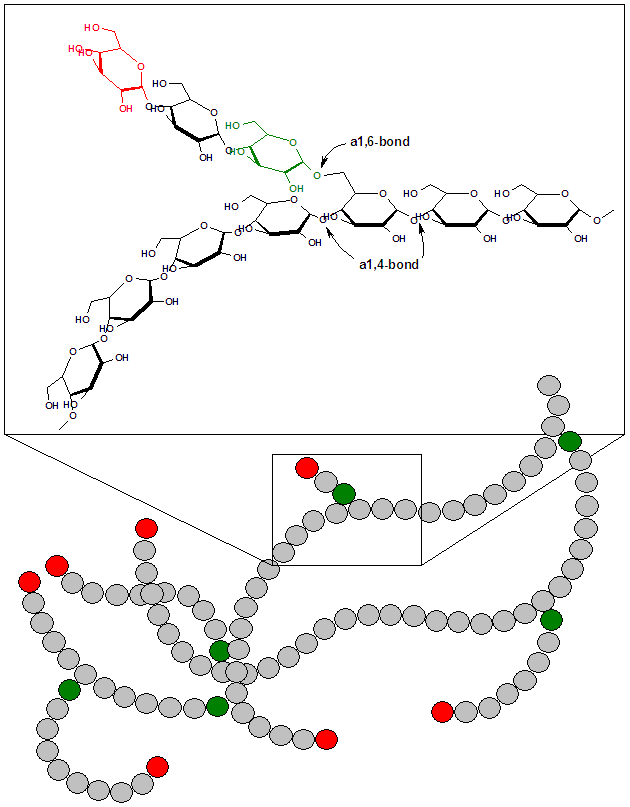
Figura 1. Estructura del glucógeno.

La enzima es necesaria para proporcionar una suficiente acumulación de glucógeno. Los enlaces α-1,6 de las ramas del glucógeno juegan un papel importante en aumentar la solubilidad de la molécula y consecuentemente reducir la presión osmótica en las células.
La enzima se presenta como monómero y se expresa en altos niveles en el hígado y músculo.

## Relevancia clínica
Los defectos en enzima ramificadora del glucógeno causan la enfermedad de almacenamiento del glucógeno tipo 4 (GSD4), también conocida como enfermedad de Andersen. Es un desorden metabólico caracterizado por la acumulación de un polisacárido parecido a la amilopectina. La manifestación clínica típica es enfermedad en el hígado durante la niñez, progresando hasta cirrosis hepática letal. Muchos niños con esta condición mueren antes de los dos años de edad. La enfermedad del hígado no es siempre progresiva. No se ha encontrado otro tratamiento que el trasplante de hígado para frenar la progresión de la enfermedad.
También existe una forma neuromuscular de la GSD4 que varia en edad de aparición y en severidad. Está asociada con la hidropesía fetal no-inmune, un edema generalizado del feto con acumulación de fluido en las cavidades del cuerpo debido a causas no-inmunes. La hidropesía fetal no-inmune no es un diagnóstico si no un síntoma, una característica de muchos desórdenes genéticos y la etapa final de una amplia variedad de enfermedades.
Los defectos en enzima ramificadora del glucógeno también son la causa de la enfermedad de acumulación de cuerpos poliglucosanos (APBD). Es un desorden progresivo lento que afecta a los sistemas nerviosos central y periférico, y que se presenta durante la edad adulta. Los pacientes típicamente presentan después de los 40 años discapacidad cognitiva, tetraparesis piramidal, neuropatía periférica y disfunción de la vejiga urinaria. Otras manifestaciones incluyen la disfunción del cerebelo y signos extrapiramidales. La distinción patológica de la APBD es la acumulación general de cuerpos poliglucosanos intracelulares a través del sistema nervioso que están confinados a procesos neuronales y astrocíticos.